# Arnold Walter Lawrence

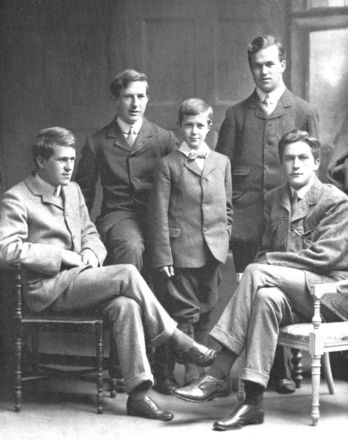
Die Brüder Lawrence 1910, Thomas (links), Frank, Arnold (Mitte), Bob und Will

Arnold Walter Lawrence (* 2. Mai 1900 in Oxford; † 31. März 1991 in Devizes) war ein britischer Klassischer Archäologe.

## Leben und Wirken
Arnold Walter Lawrence war der jüngste von fünf illegitimen Söhnen von Sir Thomas Robert Tighe Chapman (1846–1919) und von Sarah Junner (1861–1959). Sein älterer Bruder war T. E. Lawrence (1888–1935). Sein Vater nannte sich Thomas Robert Lawrence und widmete sich ganz der Erziehung seiner Söhne.
Lawrence besuchte die City of Oxford School und studierte am New College in Oxford Altertumswissenschaften und Klassische Archäologie. Von Hause aus wohlhabend, verbrachte er die Jahre von 1921 bis 1926 in den Mittelmeerländern an der British School at Rome und der British School at Athens.  Unter Leonard Woolley nahm er 1923 an der Ausgrabung von Ur teil, was ihn zur Erkenntnis brachte, dass archäologische Feldarbeit nicht seine Sache sei. Er heiratete 1925 Barbara Inness Thompson (1902–1986), ließ sich in Berkshire nieder und widmete sich seinen Studien zur griechischen Skulptur. An der Universität Cambridge erhielt er 1930 die Laurence Readership in Classical Archaeology, 1944 wurde er dort als Nachfolger von A. J. W. Wace Laurence Professor of Classical Archaeology. Im Jahr 1951 ging er in die britische Kronkolonie Goldküste, wo er erster Professor für Archäologie am University College of the Gold Coast in Accra wurde, dazu Direktor des Nationalmuseums und zuständig für die Denkmalpflege an der Goldküste. 1957, mit dem Ende der Kronkolonie und der Gründung der Republik Ghana, gab er seine Ämter auf und ging nach England zurück. Seit 1982 war er korrespondierendes Mitglied der British Academy.
Seine Hauptforschungsgebiete waren die Geschichte der griechischen Plastik und Architektur.

## Veröffentlichungen (Auswahl)
- Later Greek Sculpture and its Influence on East and West. Jonathan Cape, London 1927.
- Classical Sculpture. Its History from the Earliest Times to the Death of Constantine. Jonathan Cape, London 1929.
- Greek Architecture. Penguin, Harmondsworth 1957.
- Trade Castles and Forts of West Africa. Jonathan Cape, London 1964.
- Greek and Roman Sculpture. Jonathan Cape, London 1972.
- Greek Aims in Fortification. Clarendon Press, Oxford 1979.